# یورای بنش
یورای بنش (اسلواکی: Juraj Beneš؛ ۲ مارس ۱۹۴۰ – ۱۱ سپتامبر ۲۰۰۴) نوازنده پیانو، آهنگساز و معلم اهل کشور اسلواکی بود. او از دانشگاهی به نام آکادمی هنرهای نمایشی در براتیسلاوا (VŠMU) فارغ‌التحصیل شد و شاگرد یان سیکر (یکی از مشهورترین آهنگسازان اسلواکی) بود. بنش از سال ۱۹۸۳ در همان دانشگاه تدریس می‌کرد. 